# Amur-Berberitze

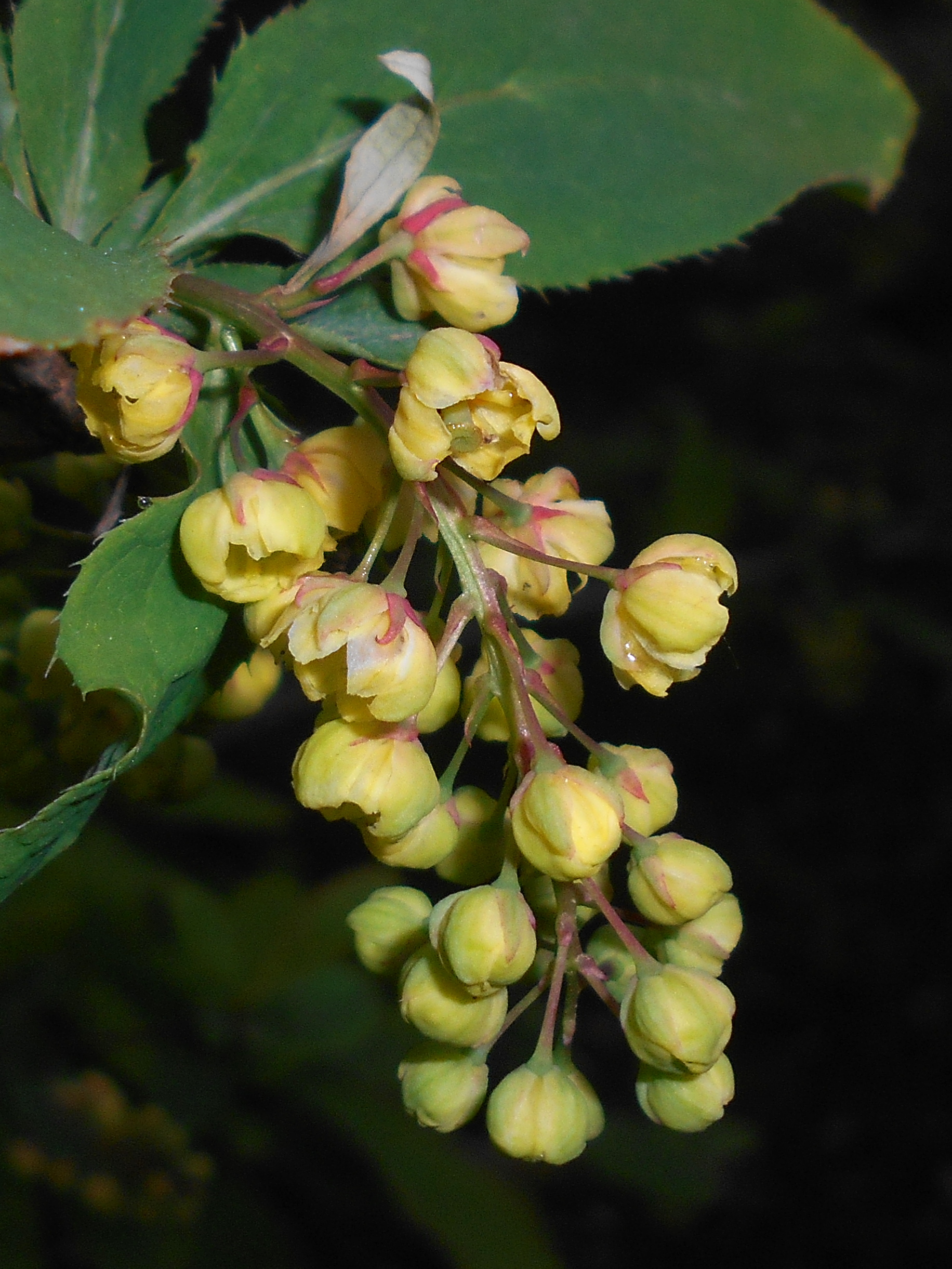
Blütenstand

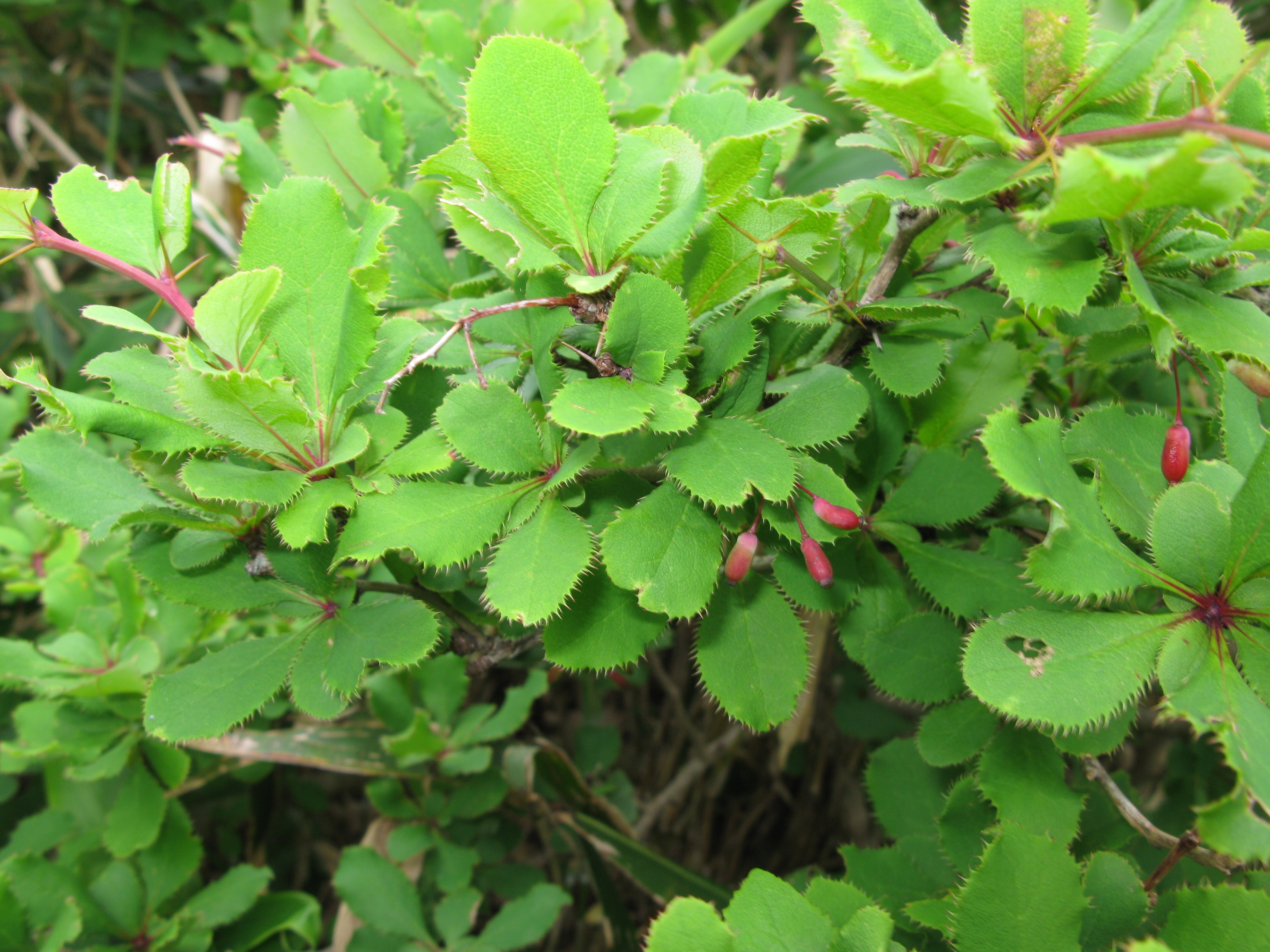
Blätter und Früchte

Die Amur-Berberitze (Berberis amurensis) ist eine Pflanzenart aus der Gattung der Berberitzen (Berberis) innerhalb der Familie der Berberitzengewächse (Berberidaceae). Sie stammt aus Ostasien und kommt in der Volksrepublik China am Amur und in der Mandschurei, in Korea und in Japan vor.

## Beschreibung

### Vegetative Merkmale
Die Amur-Berberitze ist ein sommergrüner (laubabwerfender) Strauch, der eine Wuchshöhe von bis zu 3,5 Meter erreichen kann. Die Zweige sind gefurcht und grau, die Dornen ein- bis dreiteilig, bis zu 2 Zentimeter lang und sehr spitz.
Die kurz gestielten, oberseits dunkelgrünen, unterseits hellgrün, im Herbst gelbroten Laubblätter sind verkehrt-eiförmig bis elliptisch. Sie sind auf beiden Seiten netznervig, an der Basis keilförmig bis herablaufend, an der Spitze stumpf oder spitz, teils stachelspitzig, dicht borstig gesägt und bis 9 Zentimeter lang.

### Generative Merkmale
Die kleinen hellgelben Blüten erscheinen im Mai zu 10 bis 20 in hängenden traubigen Blütenständen. Die Blüten sind zwittrig mit 12 Blütenhüllblättern.
Die länglichen, bis ellipsoiden, etwa 1 Zentimeter langen, bis zweisamigen Beeren mit Narbenresten sind lebhaft rot und selten „bereift“.
Die Chromosomenzahl beträgt 2n = 28 oder 42.

## Verwendung
Die Amur-Berberitze wird als Zierstrauch in Gärten und Parks verwendet. Die Beeren sind gekocht essbar.

## Systematik
- Berberis vulgaris var. amurensis (Rupr.) Regel ist ein Synonym für Berberis amurensis Rupr..
- Berberis amurensis var. japonica (Regel) Rehder ist eine natürliche Varietät aus Japan.